# ダビ・カニャダ
ダビ・カニャダ・ガルシア（David Cañada Garcia、1975年3月11日 - 2016年5月28日）は、スペイン、サラゴサ出身の自転車競技（ロードレース）選手。

## 経歴
1996年、オンセと契約を結んでプロ転向。
2000年
- シルキュイ・ド・ラ・サルト　総合優勝
- ブエルタ・シクリスタ・ア・ムルシア　総合優勝
- ツール・ド・フランス初出場を果たした（総合33位）。

2001年
- 当時最強の布陣を誇ったマペイに移籍。

2002年
- オランダ一周で総合4位。

2003年
- クイックステップ・ダヴィタモンに移籍。

2004年
- サウニエル・ドゥバル＝プロディール（現 フジ・セルベット）に移籍。
- ジロ・デ・イタリア　総合18位

2006年
- カタルーニャ一周　総合優勝

2007年
- ツール・ド・ジョージア 総合3位